# ブータンの首相
ブータンの首相（ブータンのしゅしょう）は、ブータン政府の長（首相）である。閣僚評議会議長。

## 概要
ブータンでは、豪族間の政争により1964年、ジグメ・パルデン・ドルジ首相が暗殺されて以降、混乱が続き、後任の首相もクーデターを画策したことから、内閣を総理する大臣職は空席となっていた。その後は長く国王親政となる。1998年、国王主導の民主化により、首相に相当する「閣僚評議会議長」職が復活し、閣僚評議会議長は閣僚が任期1年の輪番制により交代で担当した。
2008年、立憲君主制（議会君主制）と議院内閣制が導入されたことに伴い、内閣総理大臣としての首相職が復活した。同年3月24日の国民議会（下院）選挙で勝利したブータン調和党（DPT）党首ジグメ・ティンレーが、4月9日に初の民選首相に任命されている。

## 首相の一覧
| ブータン政府主席大臣   | ブータン政府主席大臣 | ブータン政府主席大臣 | ブータン政府主席大臣       | ブータン政府主席大臣 | ブータン政府主席大臣 | ブータン政府主席大臣          | ブータン政府主席大臣          |
| 代                     | 人                   | 氏名                 | 氏名                       | 所属政党             | 内閣                 | 在任期間                      | 備考                          |
| ---------------------- | -------------------- | -------------------- | -------------------------- | -------------------- | -------------------- | ----------------------------- | ----------------------------- |
| 01                     | 1                    |                      | ウゲン・ドルジ             | 無所属               | 第1次                | 1907年- 1917年                |                               |
| 02                     | 2                    |                      | ソナム・トブゲ・ドルジ     | 無所属               | 第1次                | 1917年- 1952年                |                               |
| 03                     | 3                    |                      | ジグメ・パルデン・ドルジ   | 無所属               | 第1次                | 1952年- 1958年                | 首相に移行                    |
| ブータン閣僚評議会議長 |                      |                      |                            |                      |                      |                               |                               |
| 代                     | 人                   | 氏名                 | 氏名                       | 所属政党             | 内閣                 | 在任期間                      | 備考                          |
| 01                     | 1                    |                      | ジグメ・パルデン・ドルジ   | 無所属               | 第1次                | 1958年- 1964年4月5日          | 暗殺による辞職                |
| -                      | -                    |                      | レンドゥプ・ドルジ         | 無所属               | -                    | 1964年7月25日- 1964年11月27日 | 代行 亡命による解任           |
| -                      | -                    |                      | 空席                       | -                    | -                    | 1964年11月27日- 1998年7月20日 | 国王親政                      |
| 02                     | 2                    |                      | ジグメ・ティンレー         | 無所属               | 第1次                | 1998年7月20日- 1999年7月9日   | 輪番制（任期1年、2008年まで） |
| 03                     | 3                    |                      | サンゲ・ゲドゥプ           | 無所属               | 第1次                | 1999年7月9日- 2000年7月20日   |                               |
| 04                     | 4                    |                      | イェシュイ・ジンバ         | 無所属               | 第1次                | 2000年7月20日- 2001年8月8日   |                               |
| 05                     | 5                    |                      | カンドゥ・ワンチュク       | 無所属               | 第1次                | 2001年8月8日- 2002年8月14日   |                               |
| 06                     | 6                    |                      | キンザン・ドルジ           | 無所属               | 第1次                | 2002年8月14日- 2003年8月30日  |                               |
| 07                     | (2)                  |                      | ジグメ・ティンレー         | 無所属               | 第2次                | 2003年8月30日- 2004年8月20日  |                               |
| 08                     | (4)                  |                      | イェシュイ・ジンバ         | 無所属               | 第2次                | 2004年8月20日- 2005年9月4日   |                               |
| 09                     | (3)                  |                      | サンゲ・ゲドゥプ           | 無所属               | 第2次                | 2005年9月5日- 2006年9月7日    |                               |
| 10                     | (5)                  |                      | カンドゥ・ワンチュク       | 無所属               | 第2次                | 2006年9月7日- 2007年7月31日   |                               |
| 11                     | (6)                  |                      | キンザン・ドルジ           | 無所属               | 第2次                | 2007年7月31日- 2008年4月9日   |                               |
| 12                     | (2)                  |                      | ジグメ・ティンレー         | ブータン調和党       | 第3次                | 2008年4月9日- 2013年4月28日   | 議院内閣制                    |
| -                      | -                    |                      | ソナム・トブゲ             | 無所属               | -                    | 2013年4月28日- 2013年7月27日  | 暫定首相 （政府主席顧問）     |
| 13                     | 7                    |                      | ツェリン・トブゲ           | 国民民主党           | 第1次                | 2013年7月27日- 2018年8月9日   |                               |
| -                      | -                    |                      | ツェリン・ワンチュク       | 無所属               | -                    | 2018年8月9日- 2018年11月7日   | 暫定首相 （政府主席顧問）     |
| 14                     | 8                    |                      | ロテ・ツェリン             | ブータン協同党       | 第1次                | 2018年11月7日- 2023年11月1日  |                               |
| -                      | -                    |                      | チョギャル・ダゴ・リグジン | 無所属               | -                    | 2023年11月1日- 2024年1月28日  | 暫定首相 （政府主席顧問）     |
| 15                     | 7                    |                      | ツェリン・トブゲ           | 国民民主党           | 第2次                | 2024年1月28日- （現職）       |                               |